# Дантідурга
Дантідурга (*ಕನ್ನಡ, д/н —756) — махараджахіраджа (цар царів) держави у центральній Індії у 753–756 роках, засновник держави Раштракутів.

## Життєпис
Про родину Дантідурги відомо замало. Ймовірно його батько Індра (або Індра II) був дрібним земельним володарем на півдні півострова, а мати родичкою династії Чалук'я. Сам Дантідурга відзначився на службі у володарів Чалук'я, особливо Вікрамадітьї II. У 735 році за свою звитягу отримав посаду раштракута (намісника області). Звідси походить й назва династії. Після смерті у 744 році Вікрамадітьї II, Дантідурга вирішив відокремитися від держави Чалук'я, яка почала слабшати. У 747 році почав захоплювати землі на території сучасного штату Андхра-Прадеш. У 753 році завдав поразки Чалук'ям на чолі із Кіртіварманом II.
Вслід за цим захопив м. Еллору, де пройшов обряд сходження на трон. Тоді ж прийняв титул притхіві-валлабха. У 755 році остаточно розбив Кіртівармана II, після чого Дантідурга став йменуватися махараджахіраджою та парамешварою. Водночас уклав союз з державою Паллавів, видавши за Нандівармана II Паллава свою доньку.
Після цих звитяг Дантідурга підкорив Лату (Гуджарат), Аванті (Малаву), Танку, Калінгу, розбив династію Нагів. Втім Дантідурга не встиг зміцнити державу, несподівано померши у 756 році. Спадкоємцем трону став його дядько Крішна I.

## Культура
За часів Дантідурги розпочалося будівництво печерних храмів у м. Еллора, столиці держави на той момент. Особливо Дантідурга опікувався храмом Дасаватара.